# Río Narva
El río Narva (en estonio Narva jõgi, en ruso река Нарва) es un corto río de Europa nororiental, que constituye la frontera natural septentrional entre Estonia y Rusia. El Narva, que es el río más caudaloso y ancho de Estonia, nace en el lago Peipus y discurre de sur a norte hasta llegar a la bahía de Narva, en el golfo de Finlandia. Tiene una longitud de solamente 77,75 km, pero con sus fuentes, el sistema Narva—lago Peipus-Pskov—río Velíkaya, alcanza los 647 km (77+140+430).
El principal problema medioambiental que afronta el río Narva es la eutrofización.
El río Narva posee una gran importancia energética, de hecho es el río con más capacidad de generación de energía de Estonia debido a lo llano del país. En la parte rusa se encuentra instalada una planta hidroeléctrica con una capacidad de 125 MW, en la parte estonia existen dos plantas de energía con una producción total de 2400 MW. 
El río da nombre tanto a la ciudad de Narva, como a la cultura de Narva. 

## Geografía

### Curso
La longitud del río es de 77,75 km, la anchura media es de 300 metros y su profundidad de 5 metros.

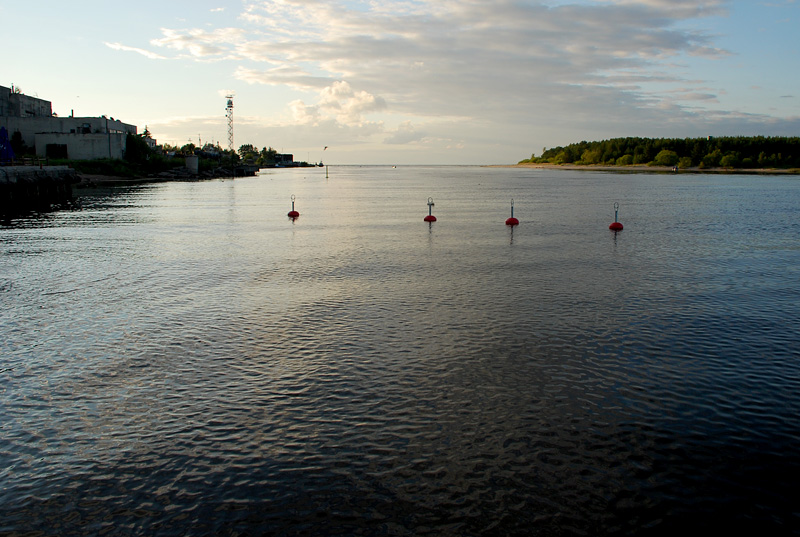
Vista del río en Narva-Jõesuu (Estonia).

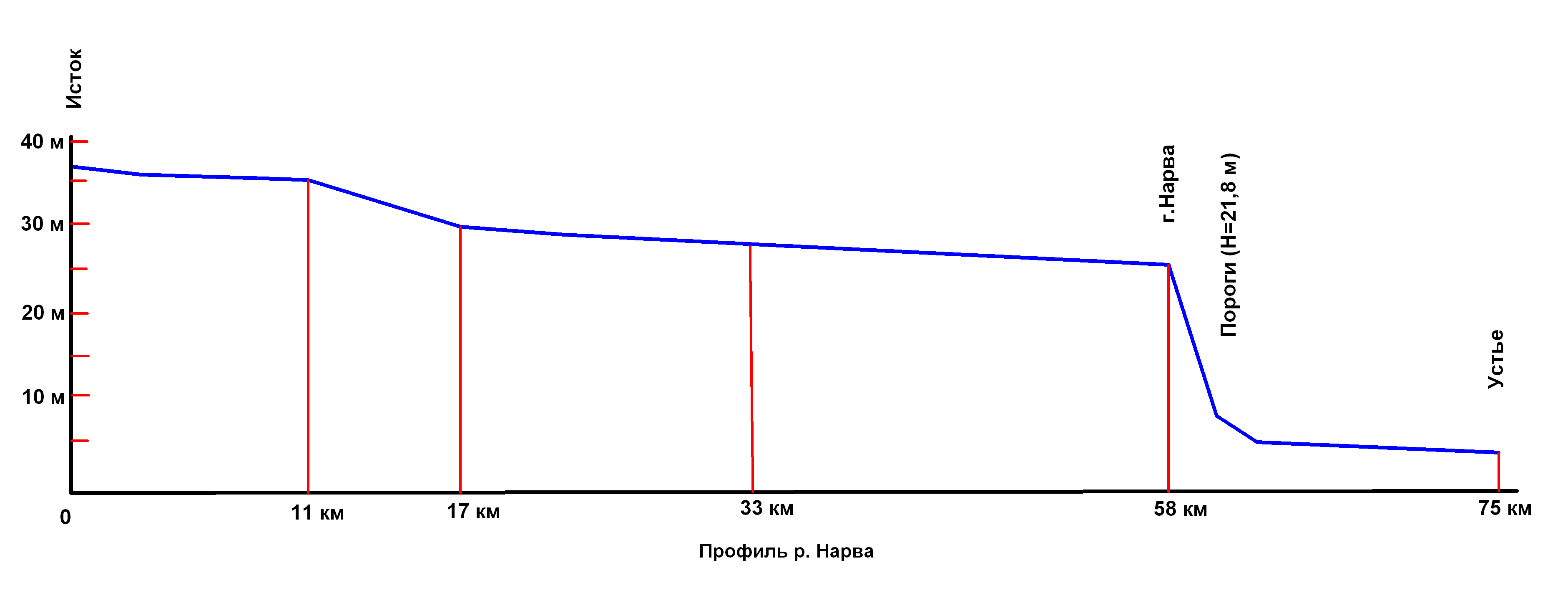
Perfil del río Narva.

El río nace como el desagüe del lago Peipus a más de 30 metros sobre el nivel del mar. 
En su recorrido el Narva recorre los municipios de Alajöe, Illuka, Vaivara, Narva y Narva-Jõessu, (condado de Ida-Viru) en Estonia y los distritos de Kingiseppsky y Slántsevsky, (Óblast de Leningrado) en Rusia.
Las ciudades más importantes que atraviesa el río son las ya citadas Narva y Narva-Jõesuu en su margen izquierda e Ivángorod en su margen derecha.
Una presa realizada en 1956, justo a la entrada de Narva, desvió el curso del agua hacia el este, por un canal que hoy día pertenece a Rusia, con lo cual el antiguo lecho del río esta prácticamente seco todo el año. Como consecuencia de esta obra tanto la cascada de Narva como la isla de Krenholm desaparecieron, actualmente se está planteando volver a aportar agua a este tramo por lo beneficioso que podría resultar para el turismo y la naturaleza.
La presa de Narva forma un gran lago artificial de 191 km², en el que se encuentra instalada la central eléctrica.

### Cuenca
Su cuenca hidrográfica abarca 56.200 km² y comprende territorio ruso (36.000 km², un 63,1 %), estonio (17.400 km², un 30,4 %), letón (3300 km², un 5,9 %) y bielorruso (400 km², un 0,6 %). Si se tienen en cuenta solo los afluentes del Narva desde su salida del lago Peipus, se obtiene que el área de esta cuenca abarca dos tercios en Rusia y un tercio en Estonia, con un área total de 8.400 km².

### Afluentes

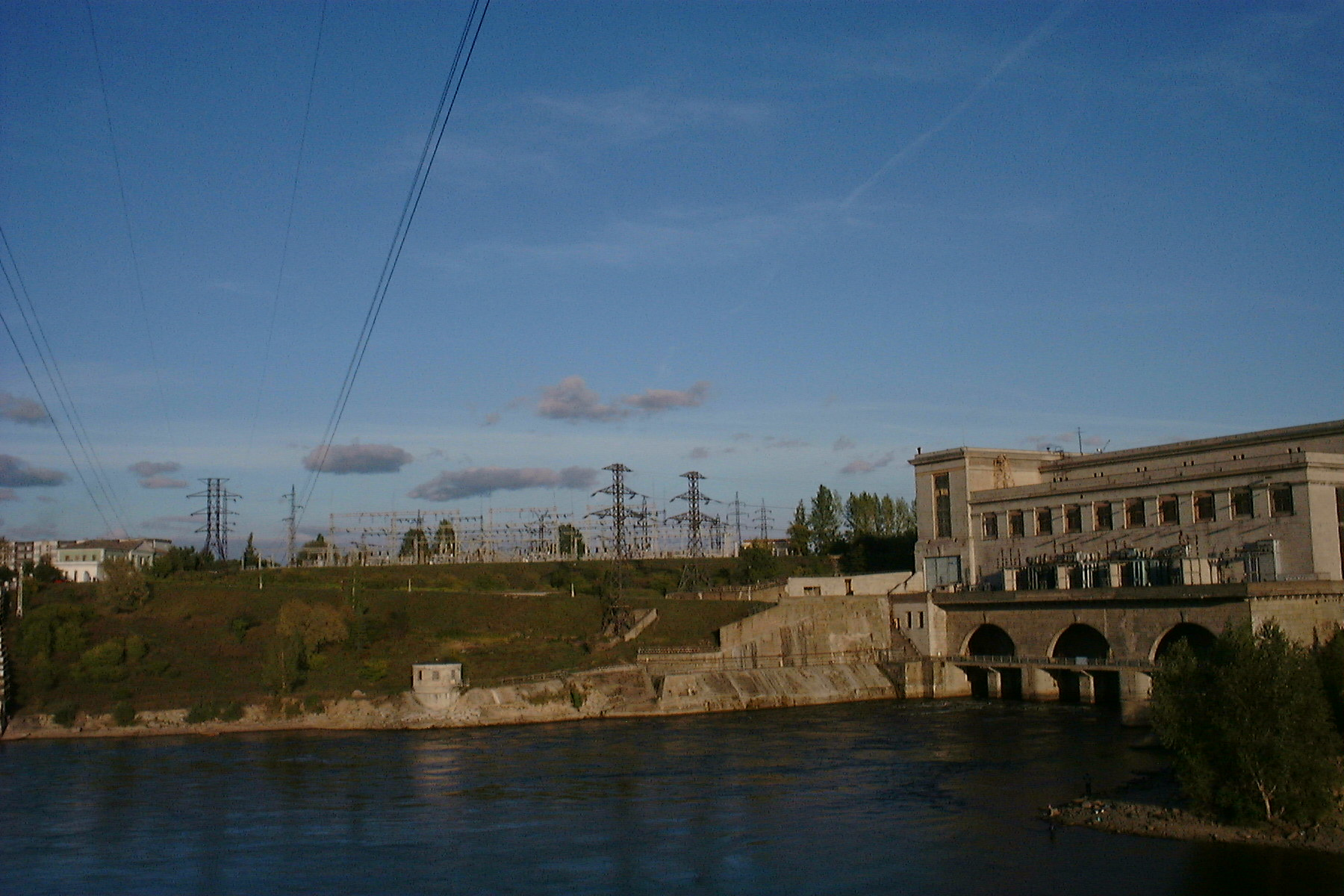
Central hidroeléctrica en el río de Narva.

Su afluente más importante es el río Plyussa, que con una cuenca hidrográfica de 6.550 km² aporta al cauce del Narva 50 m³/s.
Margen derecha:
Vtroja, Tserjomuhha, Zaseka, Plyussa, Petäjoki, Rosson
Margen izquierda:
Jaama, Karoli, Tsiretoki, Permisküla, Gorodenka, Poruni, Mustajõgi, Kulgu, Tõrvajõgi, Kudruküla.

### Islas
La isla de Permisküla con 2,2 km² es la mayor que se encuentra dentro del cauce del río, otras son de sur a norte;
Suursaar, Väikesaar, Svariksaar, Väike Georgi saar, Königsholmi saar, Väike saar, Kannissaar.

## Régimen fluvial

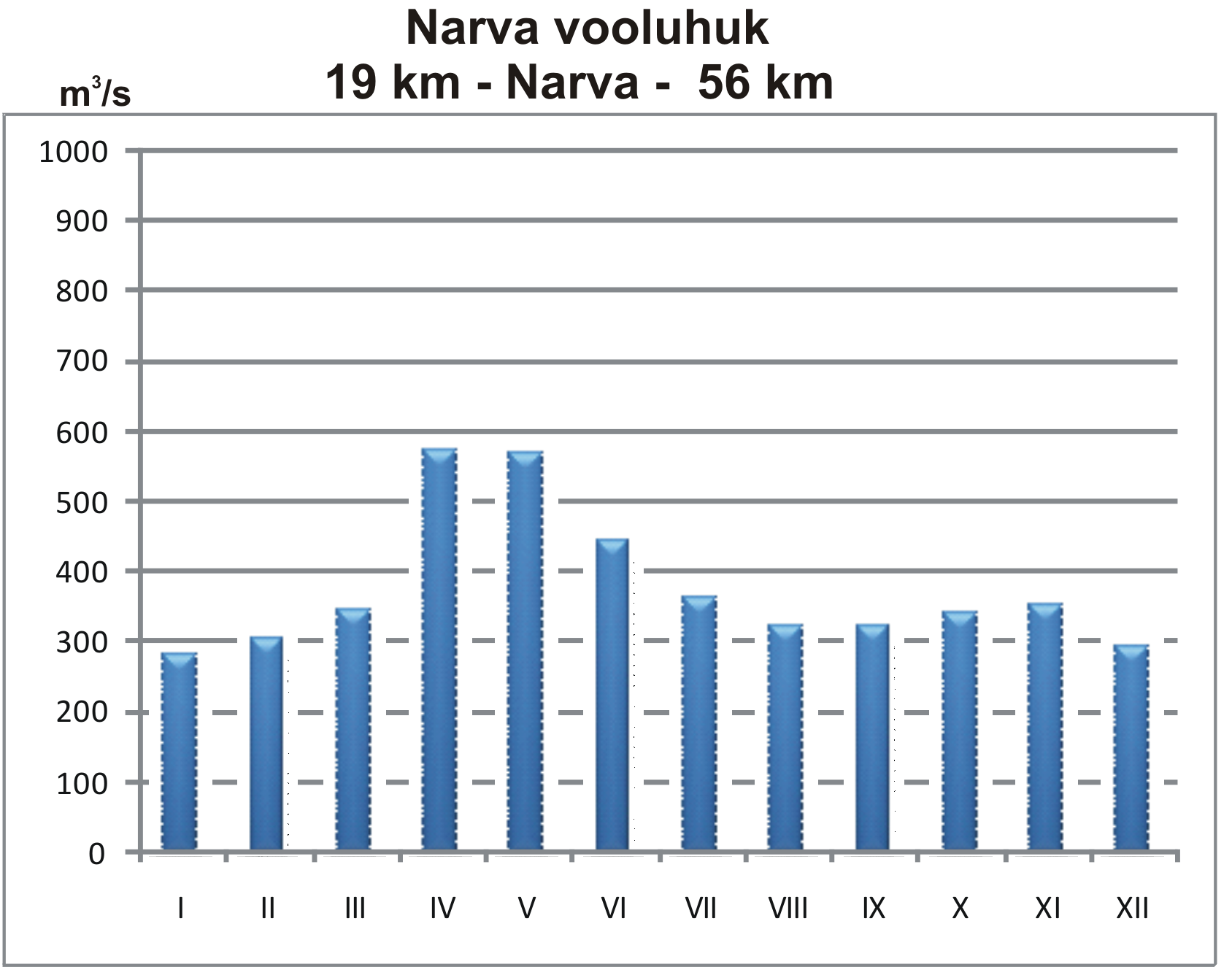
Caudal del Narva.

El régimen hidrológico del Narva es determinado por el carácter de alimentación nivopluvial que domina en Estonia. Por lo tanto el río experimenta un máximo de volumen en primavera y otro aumento menor en otoño. 
Debido a la regularidad natural del agua que sale desde el lago Peipus, las inundaciones nunca han sido importantes en esta área y el caudal del río ha permanecido estable.
La capacidad hídrica en la desembocadura del río es de 370 m³/s de media. El río es navegable desde la desembocadura hasta la ciudad de Narva y desde el norte de esta hasta el lago Peipus, sólo entre estos dos puntos es imposible la navegación debido a un desnivel de 20 metros.

## Fauna
Entre las distintas especies que se pueden encontrar en las aguas del Narva destacan los osteíctios, el rutilo, la perca, la brema, el lucio europeo, el gardí, el esturión común y la lamprea de río.

## Historia

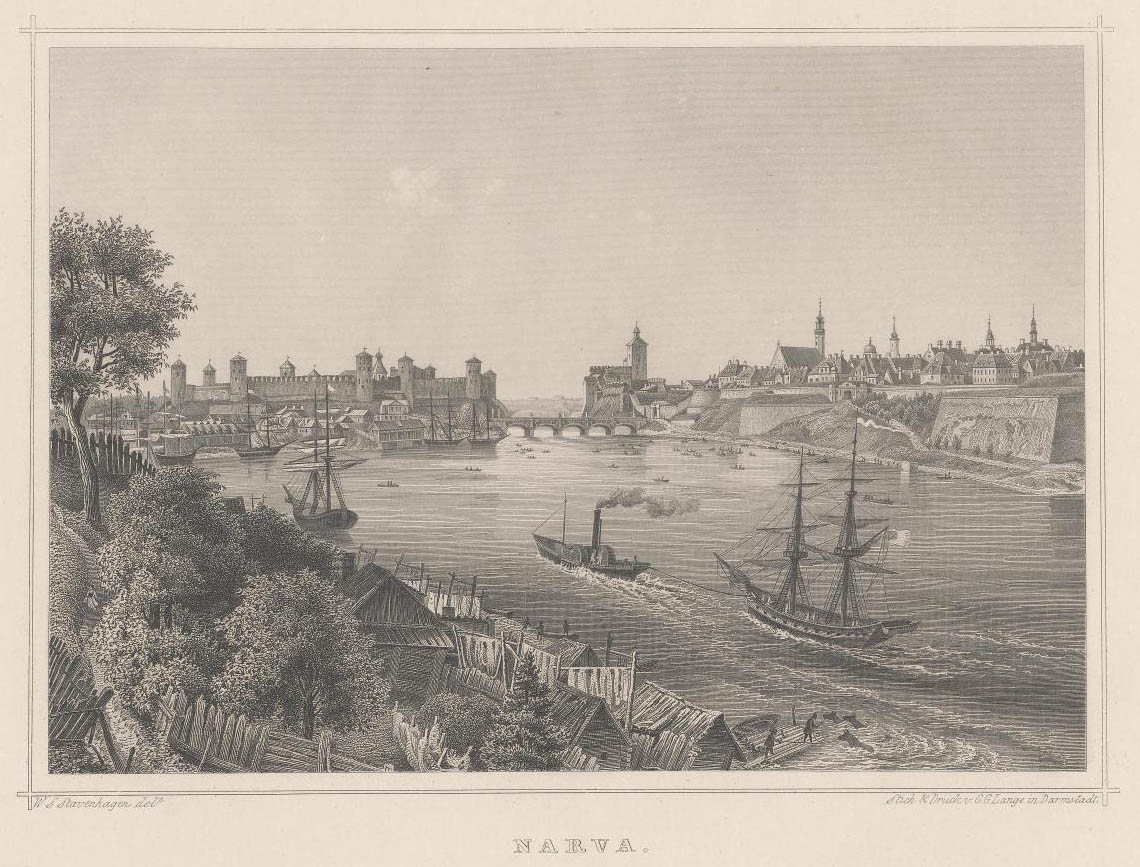
El río Narva con el castillo de Narva a la derecha y la Fortaleza de Ivángorod a la izquierda (1867).

Desde la alta Edad Media tanto el río como el lago Peipus han marcado la frontera entre estonios y rusos. Después del restablecimiento de la soberanía estonia en 1991, se ha vuelto a convertir en la frontera política entre Estonia y Rusia, y desde el 1 de mayo de 2004 en el extremo oriental de las fronteras de la Unión Europea con Rusia.
El río divide además la ciudad estonia de Narva y la rusa de Ivángorod, que constituye el paso fronterizo más importante entre las dos naciones.